# The Last Ship (seizoen 1)
Dit artikel vat het eerste seizoen van The Last Ship samen. Dit seizoen liep van 22 juni 2014 tot en met 24 augustus 2014 en bevatte tien afleveringen.

## Rolverdeling

### Hoofdrolspelers
- Eric Dane – als Commandant Tom Chandler
- Adam Baldwin – als tweede commandant Mike Slattery
- Ness Bautista – als derde commandant Class Cruz
- Charles Parnell – als hoofdmatroos Russell "Russ" Jeter
- Kevin Michael Martin – als matroos Miller
- Fay Masterson – als luitenant-commandant Andrea Garnett
- Travis Van Winkle – als luitenant Danny Green
- Marissa Neitling – als luitenant Kara Foster
- Christina Elmore – als luitenant Alisha Granderson
- Jocko Sims – als luitenant Carlton Burk
- Michael Curran-Dorsano – als luitenant John "Gator" Mejia
- Andy T. Tran – als luitenant Andy Chung
- Chris Sheffield – als vaandrig Will Mason
- Paul James – als officier derde klasse O'Connor
- Rhona Mitra – als dr. Rachel Scott, een microbioloog
- Sam Spruell - als dr. Quincy Tophet, een microbioloog
- John Pyper-Ferguson – als huursoldaat Tex
- Maximiliano Hernández – als hoofd ziekenboeg "Doc" Rios
- Hope Olaide Wilson – als Bertrise
- Amen Igbinosun – als culinair specialist Bernie "Bacon" Cowley

### Terugkerende rollen
- Ben Cho – als brandweerman Carl Nishioka
- Jamison Haase – als luitenant-commandant Barker
- Chris Marrs – als senior hoofd officier Lynn
- Tommy Savas – als officier derde klasse Cossetti
- Alice Coulthard – als Kelly Tophet, vrouw van dr. Quincy Tophet
- Ebon Moss-Bachrach – als Niels Sørensen, aka patient zero
- Aidan Sussman – als Sam Chandler, zoon van Tom Chandler
- Grace Kaufman – als Grace Kaufman, dochter van Tom Chandler
- Tracy Middendorf – als Darien Chandler, vrouw van Tom Chandler

## Afleveringen
| Nr. | Aflevering | Titel                          | Regisseur            | Schrijver(s)                    | Selectie gastrollen | Uitzenddatum     |  |
| --- | ---------- | ------------------------------ | -------------------- | ------------------------------- | --- | ---------------- |  |
| 1 | 1          | Phase Six                      | Jonathan Mostow      | Hank Steinberg Steven Kane      | Kevin Phillips - Francis 'Frank' Benz Darren O'Hare - luitenant Siegle Alyssa Diaz - kwartiermeester Rios Deborah May - president Maximilian Osinski - Derek Evans | 22 juni 2014     |  |
| Twee microbiologen, dr. Scott en dr. Tophet, zijn samen op missie met de bemanning van de torpedobootjager USS Nathan James naar Arctis voor het bestuderen van vogels. Wanneer zij aangevallen worden door Russische troepen komt voor de bemanning de pijnlijke waarheid boven tafel. Het blijkt dat de microbiologen de vogels onderzoeken om zo een sample te krijgen van een dodelijke virus dat al 80% van de wereldbevolking het leven heeft gekost terwijl zij op zee zaten. Commandant Chandler krijgt dan van de overgebleven regering de opdracht om terug te keren naar hun thuishaven, de bemanning probeert ondertussen wanhopig contact te krijgen met hun families. Na een nucleaire ontploffing op zee gaat het schip hulp verlenen aan en schip met averij, daar aangekomen treffen zij het schip aan met talloze zieken en doden door het dodelijk virus. De bemanning van de USS Nathan James beseffen dan dat zij het veiligst zijn op open water, en dat zij hier het beste kunnen kijken of de microbiologen een vaccin kunnen vinden tegen het virus. |            |                                |                      |                                 | |                  |  |
| 2 | 2          | Welcome to Gitmo               | Jack Bender          | Hank Steinberg Josh Schaer      | Ravil Isyanov - admiraal Nikolajewitsch Ruskov Michael Benyaer - Amir Andrew Arrabito - Berchem David Paul Olsen - Smith Felisha Cooper - Maya Gibson              | 29 juni 2014     |  |
| Commandant Chandler gaat met zijn bemanning van de USS Nathan James op weg naar Guantanamo Bay om te ontdekken of zij daar voedsel, medicijnen en brandstof kunnen inslaan. Daar aangekomen stuurt commandant Chandler drie teams aan wal voor deze taken. Eenmaal aan wal raken zij al snel in gevecht met ontsnapte Al Qaida gevangen, zij worden in het gevecht bijgestaan door een huurling die al weken probeert te overleven op Guantanamo Bay. Ondertussen probeert dr. Tophet hun onderzoek naar een vaccin te vertragen, dit in opdracht van een geheime opdrachtgever. De opdrachtgever blijkt de kapitein te zijn van een Russisch jachtschip die ook achter het vaccin zit, en is op weg naar de USS Nathan James om dit in handen te krijgen. |            |                                |                      |                                 | |                  |  |
| 3 | 3          | Dead Reckoning                 | Jack Bender          | Steven Kane                     | Eugene Alper - Russisch officier Ravil Isyanov - admiraal Nikolajewitsch Ruskov Ilia Volok - Dimitri Andrew Arrabito - Berchem David Paul Olsen - Smith            | 6 juli 2014      |  |
| De Russische jachtschip, met de legendarische Russische admiraal, stoomt op om de USS Nathan James te enteren voor het vaccin. Dr. Tophet gijzelt ondertussen dr. Scott voor het vaccin, hij verklaart dit te doen omdat zijn familie in Rusland gevangen gehouden worden. Het lukt USS Nathan James te ontsnappen aan het Russische jachtschip, commandant Chandler stuurt dan Green en Foster op missie om het Russisch jachtschip onklaar te maken. |            |                                |                      |                                 | |                  |  |
| 4 | 4          | We'll Get There                | Jack Bender          | Quinton Peeples                 | Liana Green Wright - dienstplichtige vrouw Keith Chandler - collega bootsman                                                                                       | 13 juli 2014     |  |
| Wanneer de USS Nathan James Guantanamo Bay verlaat komt de bemanning in levensgevaar als het scheepsvoortstuwing mechanische problemen krijgt en stilvalt. Nu het koelsysteem op het schip ook uitvalt doet dr. Scott er alles aan om haar samples te beschermen tegen oververhitting. Commandant Chandler komt dan met een idee om het probleem met de scheepsvoortstuwing, en het dreigend tekort van drinkwater op te lossen. |            |                                |                      |                                 | |                  |  |
| 5 | 5          | El Toro                        | Paul Holahan         | Hank Steinberg Cameron Welsh    | Alex Fernandez - Ervin Delgado Murielle Zuker - vrouw van Ervin Delgado José Zúñiga - El Toro Janelle Marie - Karina Eryn Nicole Pablico - Valeria                 | 20 juli 2014     |  |
| Dr. Scott zit dringend verlegen om proefdieren voor haar onderzoek naar het vaccin, commandant Chandler stuurt daarom een expeditie aan land voor het zoeken naar apen. Als de expeditie op zoek is in een oerwoud voor apen worden zij ineens gevangengenomen door een voormalige drugsbende. Deze drugsbende leeft in een afgesloten dorp waar het dodelijke virus nog niet gearriveerd is. De expeditieleden vinden zichzelf al snel in een gevecht met de voormalige drugsbende voor hun vrijheid, ondertussen proberen zij ook de lokale bevolking te helpen. |            |                                |                      |                                 | |                  |  |
| 6 | 6          | Lockdown                       | Sergio Mimica-Gezzan | Hank Steinberg                  | Hina Abdullah - Dalia Felisha Cooper - Maya Gibson Michael Scott Allen - Helmsman Kinkaid                                                                          | 27 juli 2014     |  |
| De bemanning van de USS Nathan James is blij als zij horen dat dr. Scott dicht bij een vaccin is. De blijdschap wordt dan snel overschaduwd als Green in contact komt met het dodelijk virus wat grote paniek op het schip veroorzaakt. Commandant Chandler moet dan alle zeilen bijzetten om het moraal op zijn schip op te vijzelen in zijn functioneren en het onderzoek naar het vaccin. |            |                                |                      |                                 | |                  |  |
| 7 | 7          | SOS                            | Michael Katleman     | Jessica Butler Jill Blankenship | Eugene Alper - Russisch officier Ilia Volok - Dimitri Ravil Isyanov - admiraal Nikolajewitsch Ruskov Jessica Martin - Maja Nick Jameson - professor Lindblom       | 3 augustus 2014  |  |
| Dr. Scott is dicht bij het vinden van het vaccin, dan ontdekt zij dat het DNA van het virus muteert met menselijk DNA wat het vinden van een vaccin moeilijker maakt. In de controlekamer van de USS Nathan James wordt een bericht opgevangen van een schip in moeilijkheden. Na lang twijfelen besluit commandant Chandler een reddingsmissie te sturen, daar aangekomen komen zij in een hinderlaag terecht. Tijdens het gevecht raken Tex en commandant Chandler verwijderd van de groep, zij worden dan gevangengenomen door Russische troepen. |            |                                |                      |                                 | |                  |  |
| 8 | 8          | Two Sailors Walk Into a Bar... | Michael Katleman     | Josh Schaer Cameron Welsh       | Ilia Volok - Dimitri Ravil Isyanov - admiraal Nikolajewitsch Ruskov Drew Breeden - officier Breeden                                                                | 10 augustus 2014 |  |
| Commandant Chandler en Tex worden overgebracht naar een Russisch schip. De Russen dreigen de USS Nathan James te vernietigen als zij dr. Scott niet krijgen, samen met haar onderzoek naar het vaccin. De overgebleven bemanning van de USS Nathan James moet nu een idee verzinnen om hun commandant en Tex te redden. Ondanks de succesvolle redding van hun commandant, Tex en meerdere burgergevangenen eindigt hun missie toch met een tragedie. |            |                                |                      |                                 | |                  |  |
| 9 | 9          | Trials                         | Jack Bender          | Onalee Hunter Hughes            | Titus Welliver - Thorwald Charlotte Benesch - Maya Gibson Nathan Sutton - McGregor Elizabeth Ann Bennett - moeder van Rachel                                       | 17 augustus 2014 |  |
| Nu dr. Scott weer terug is aan boord van de USS Nathan James kan zij beginnen met het testen van het vaccin op mensen. Zes vrijwilligers worden op basis van hun genetica geselecteerd voor de test. Al snel ontdekt dr. Scott dat de test niet vlekkeloos verloopt als de vrijwilligers symptomen krijgen die erger zijn als eerst werd gedacht. Dr. Scott ontdekt dat het virus het immuunsysteem het menselijk lichaam zijn ergste vijand maakt. Dr. Scott zet dan alles op alles om het vaccin te verbeteren. Uiteindelijk vindt zij het vaccin tegen het dodelijke virus, maar toch verliezen zij nog een bemanningslid aan het virus. |            |                                |                      |                                 | |                  |  |
| 10 | 10         | No Place Like Home             | Brad Turner          | Steven Kane                     | Alfre Woodard - Amy Granderson Derk Cheetwood - luitenant Pete Norris Titus Welliver - Thorwald Drew Breeden - officier Breeden                                    | 24 augustus 2014 |  |
| Nu dr. Scott het vaccin heeft gevonden zet de USS Nathan James koers naar Amerika. Daar aangekomen maken zij contact met een overgebleven regering wat plaats heeft genomen in Baltimore onder leiding van Granderson. Granderson is een overlevende die eerst lid was van de leiding van de militaire politie. Dr. Scott hoopt dat zij hier haar vaccin in productie kan nemen, al snel blijkt dat niet alles is wat het lijkt. Het lukt commandant Chandler om zijn familie te lokaliseren, maar realiseert zich al snel dat een verschrikkelijk geheim zit verborgen achter een ogenschijnlijk nieuwe order. Ondertussen geeft Granderson de opdracht aan haar agenten om de USS Nathan James met geweld over te nemen, de overgebleven zieken daar te doden en de controle van de onderzoekslab van dr. Scott over te nemen. |            |                                |                      |                                 | |                  |  |